# Młodzian Potrafiący się Oderwać od Nieba
Młodzian Potrafiący się Oderwać od Nieba (jap. 天稚彦 lub 天若日子 Ame-no-Wakahiko, Ame-Wahahiko lub Ama-no-Wahahiko) – w mitologii japońskiej niebiański duch odpowiedzialny za opiekę nad ziarnami zbóż. Był on synem Ducha Związanego z Niebem i mężem Dziewoi Promieniejącej od Wewnątrz.

## Imię
Prof. Wiesław Kotański zaproponował odmienne od tradycyjnego tłumaczenie imienia, które najczęściej rozumie się jako „niebiański młody książę”. Hiko (彦), tłumaczone zwykle jako „chłopiec”, prof. Kotański przekłada na „młodzian z określoną zdolnością czy mocą”, a waka (稚), które tradycyjnie rozumie się jako „młody”, wywodzi od waku, czyli „oderwać się”, nadając imieniu dwuznaczności. Młodzian potrafi oderwać się od nieba, dlatego bogowie chcą go wysłać na ziemię. Oderwie się on jednak od nieba na stałe, umierając.

## Mitologia

### Księga dawnych wydarzeń
Gdy Niebiański Duch Przewodni długo nie wracał z Kraju Pośród Uprawnych Pól, Najwyższa Święta Moc Życiodajna i Święcąca na Niebie zaczęli się zastanawiać, którego niebiańskiego ducha posłać na ziemię tym razem. Duch z Nadmiarem Pomysłów zaproponował Młodziana Potrafiącego się Oderwać od Nieba, syna Ducha Związanego z Niebem. Dano mu niebiański łuk na jelenie i niebiańskie pierzaste strzały, po czym wysłano na wyprawę. Na ziemi Młodzian Potrafiący się oderwać od Nieba poślubił Dziewoi Promieniejącej od Wewnątrz, córkę Wielkiego Pana Błogosławiącego Ziemi, i zdecydował, że zagarnie Kraj Pośród Uprawnych Pól dla siebie. Kiedy nie wracał przez osiem lat, duchy zasugerowały wysłano do niego bażanta zwanego Płaczką. Płaczka zstąpiła na ziemię i usiadła na klonie rosnącym obok domu Młodziana Potrafiącego się Oderwać od Nieba. Niewiasta Zabrana z Nieba usłyszała ptaka i przekazała jego słowa, sugerując, że jego głos brzmi złowróżbnie i duch powinien go zabić. Młodzian Potrafiący się Oderwać od Nieba wziął niebiański łuk z sumaku oraz strzałę przeszywającą niebo i zastrzelił Płaczkę. Strzała przebiła na wylot jego pierś i zatrzymała się u stóp Świecącej na Niebie i Ducha Żywotnych Drzew, którzy przebywali wtedy w wyschniętym łożysku Rzeki Spokoju Niebios. Duch Żywotnych Drzew pokazał strzałę wszystkim duchom, po czym rzucił nią z powrotem na ziemię, mówiąc, że jeżeli Młodzian Potrafiący się Oderwać od Nieba ma przewrotne zamiary, zginie od niej. Rano, gdy duch jeszcze spał, strzała trafiła go w pierś i zabiła. Lament Dziewoi Promieniejącej od Wewnątrz dotarł do niebios. Duch Związany z Niebem i jego rodzina zstąpili w smutku na ziemię i zbudowali Młodzianowi Potrafiącemu się Oderwać od Nieba chatę pogrzebową, w której spędzili osiem dni i osiem nocy na stypie.